# Liberato Marcial Rojas
Liberato Marcial Rojas Cabral (Asunción, el 17 d'agost de 1870 - Montevideo, el 22 d'agost de 1922) va exercir la presidència provisional de la República del Paraguai entre el 5 de juliol de 1911 i el 28 de febrer de 1912.
Designat pel Congrés, va governar en un període de revoltes polítiques. Una revolta militar ho va obligar a renunciar, però va ser reposat tres dies després. La resta del seu govern va transcórrer enmig de convulsions polítiques, sent obligat novament a renunciar al febrer de 1912.
Durant el seu govern es va adquirir la casa Patri per a residència presidencial (actual Direcció general de Correus); es va crear la Junta Fiscalizadora per a l'emissió de bitllets, i va morir l'ex president Bernardino Caballero.
Casat amb Susana Dolores Silva, va tenir 3 fills. Va morir en Montevideo, Uruguai, el 22 d'agost de 1922.